# Línea 89 (EMT Madrid)
La línea 89 de la EMT de Madrid unía la Plaza de Colón con el Aeropuerto. Operó desde 1974 hasta 2005, cuando fue sustituida por la línea 200.

## Características
Esta línea era única en varios sentidos: operaba con autobuses especiales, modelo Pegaso 5023 CL pintados de amarillo y blanco, con espacios para el equipaje, capacidad para 49 viajeros sentados y aire acondicionado. Debido al carácter exprés hacía muy pocas paradas intermedias, y en el aeropuerto tenía parada en las tres terminales. Su cabecera en Colón se situaba en el aparcamiento subterráneo, siendo la primera línea de autobús urbano en partir bajo tierra.
El precio del billete era de 25 pesetas en 1974 y de 2,50 € en 2003. El tiempo de recorrido era de unos 30 min.
La línea prestó servicio hasta el 31 de enero de 2005, cuando fue suprimida. En su lugar quedó la línea 200, que conecta el aeropuerto con Avenida de América desde el 13 de noviembre de 2004. Con la apertura de la terminal 4 en 2006 se crearon las líneas 201 (Metro Barajas - Aeropuerto T4, suprimida en 2007) y 204 (Avenida de América - Aeropuerto T4, integrada en 2010 con la línea 200). Desde 2010 también circula la línea Exprés Aeropuerto (Atocha - Aeropuerto), con servicio a todas las terminales.

### Frecuencias
| Horas de salida desde la Plaza de Colón a marzo de 2003 |    |          |    |    |    |    |             |             |             |                |                |             |                |                |             |             |                |                |             |             |             |          |          |       |
| Lunes a viernes laborables                              |    |          |    |    |    |    |             |             |             |                |                |             |                |                |             |             |                |                |             |             |             |          |          |       |
| Hora                                                    | 00 | 01       | 02 | 03 | 04 | 05 | 06          | 07          | 08          | 09             | 10             | 11          | 12             | 13             | 14          | 15          | 16             | 17             | 18          | 19          | 20          | 21       | 22       | 23    |
| Minutos de paso                                         | 28 | 00 30 35 |    |    | 45 | 47 | 04 20 36 52 | 07 22 37 52 | 07 23 39 55 | 11 27 43 59    | 15 31 47       | 03 18 33 49 | 05 21 36 52    | 08 24 40 56    | 12 28 44    | 00 16 32 47 | 03 18 33 48    | 04 19 34 50    | 06 22 38 54 | 10 26 42 58 | 14 30 49    | 08 27 47 | 09 30 52 | 24 56 |
| Sábados laborables                                      |    |          |    |    |    |    |             |             |             |                |                |             |                |                |             |             |                |                |             |             |             |          |          |       |
| Hora                                                    | 00 | 01       | 02 | 03 | 04 | 05 | 06          | 07          | 08          | 09             | 10             | 11          | 12             | 13             | 14          | 15          | 16             | 17             | 18          | 19          | 20          | 21       | 22       | 23    |
| Minutos de paso                                         | 27 | 00 30 35 |    |    | 45 | 47 | 09 30 51    | 08 25 42 59 | 13 27 42 56 | 10 24 38 53    | 07 21 35 49    | 04 18 32 46 | 00 15 29 43 57 | 11 26 40 54    | 08 22 37 51 | 05 19 33 48 | 02 17 31 45 59 | 13 28 42 57    | 11 25 40 54 | 09 23 37 52 | 06 20 34 51 | 09 27 45 | 06 27 51 | 23 56 |
| Domingos y festivos                                     |    |          |    |    |    |    |             |             |             |                |                |             |                |                |             |             |                |                |             |             |             |          |          |       |
| Hora                                                    | 00 | 01       | 02 | 03 | 04 | 05 | 06          | 07          | 08          | 09             | 10             | 11          | 12             | 13             | 14          | 15          | 16             | 17             | 18          | 19          | 20          | 21       | 22       | 23    |
| Minutos de paso                                         | 28 | 00 30 35 |    |    | 45 | 47 | 09 30 51    | 08 24 40 56 | 09 22 35 48 | 01 14 27 40 53 | 06 19 32 46 59 | 13 27 41 55 | 08 22 36 50    | 04 17 31 45 59 | 13 26 40 54 | 08 22 36 50 | 04 18 32 46    | 00 14 28 42 56 | 10 24 38 52 | 06 20 34 48 | 02 19 36 54 | 12 34 57 | 20 52    | 24 56 |